# Железная дорога Стоктон — Дарлингтон
Стоктон-Дарлингтонская железная дорога — первая в мире железная дорога общественного пользования на локомотивной (паровой) тяге. Открыта в 1825 году.

## Общий обзор
Железная дорога Стоктон-Дарлингтон была построена в северо-восточной Англии между городами Стоктон на Тисе и Дарлингтоном, и имела длину 40 км. Дорога изначально предназначалась для вывоза угля с местных угольных шахт в округе Дарлингтона, к порту в Стоктоне, где он перегружался на морские корабли. Дорога и поныне находится в эксплуатации, и управляется компанией Northern Rail.

## История

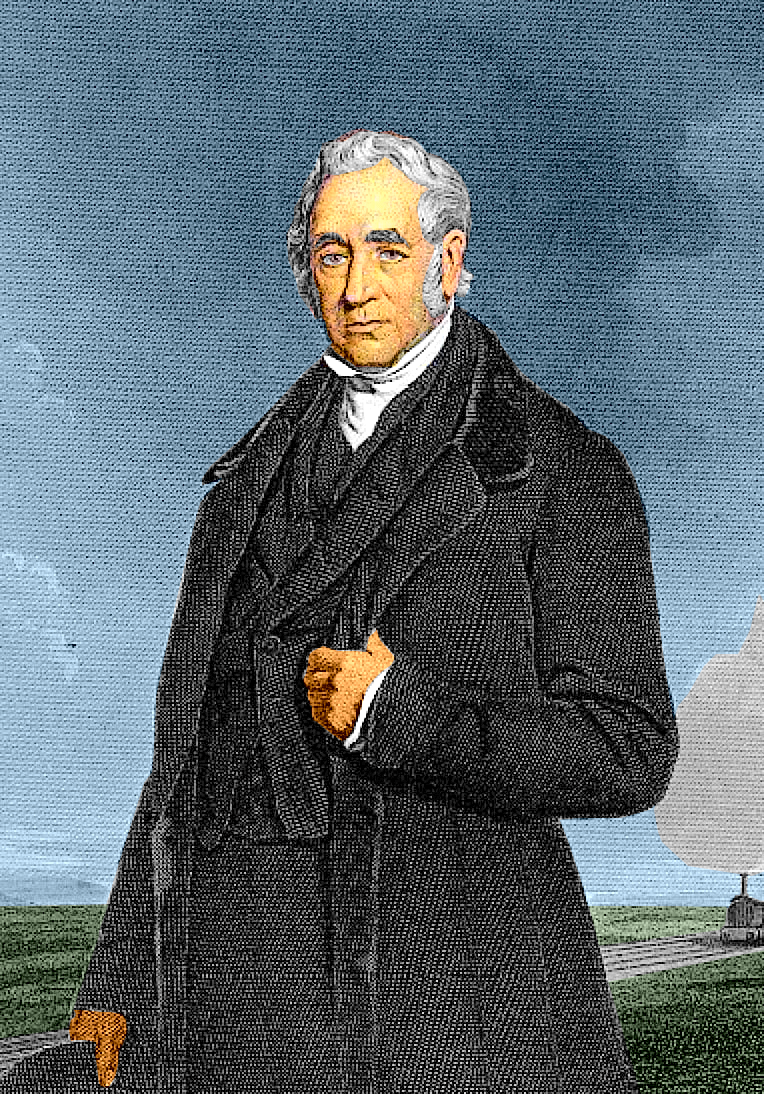
Джордж Стефенсон

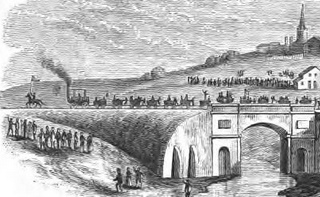
Открытие Стоктон-Дарлингтонской железной дороги

Эдвард Пиз, состоятельный купец и промышленник, получил полномочия от парламента на строительство железной дороги для обслуживания местных угольных шахт. К этому предприятию он пригласил уже известного на тот момент инженера и конструктора Джорджа Стефенсона, который уже в течение семи лет имел опыт эксплуатации и управления железными дорогами в Килингуорте, где также совершенствовал паровозы собственной конструкции.
Джордж Стефенсон при содействии Эдварда Пиза получил от британского парламента разрешение на использование на вновь построенной железной дороге локомотивной тяги.
Джордж Стефенсон отказался от старых конструкций, введя в конструкцию локомотивов новые принципы передачи тяги, но сохранив при этом и некоторые старые детали конструкции своих паровозов. Он также внёс улучшения в технологию строительства рельсового полотна и укладки пути.
Первоначально Джорджу Стефенсону помогал и его сын Роберт Стефенсон, впоследствии не менее известный изобретатель и конструктор локомотивов.
Джордж Стефенсон совместно с сыном и Эдвардом Пизом создали первый в мире локомотивостроительный завод в Ньюкасле.

Черным цветом выделена схема Стоктон-Дарлингтонской железной дороги, красным — современные линии

Дорога имела протяженность 26 английских миль. На наиболее крутом уклоне были установлены две стационарные паровые машины, для тяги поездов посредством лебедки, в дальнейшем от этих машин отказались, ибо паровозы продемонстрировали полную способность к самостоятельному ведению поезда даже на крутых уклонах. На дороге был построен также и один из первых железнодорожных мостов в истории, по проекту инженера Игнатиуса Бономи.
Первоначально вид тяги на дороге был преимущественно конным, только несколько позднее лошади были заменены паровозами, полностью доказавшими свою жизнеспособность, как полноценный и самостоятельный вид тяги.
Следующая дорога Стефенсона была проложена уже между крупными городами Ливерпулем и Манчестером.

## Подвижной состав
Первым локомотивом для работы на дороге стал паровоз Джорджа Стефенсона Locomotion № 1, построенный на его собственном заводе.
Официальное открытие дороги состоялось 27 сентября 1825 года, первым составом на дороге стал пассажирский поезд, перевёзший около 600 пассажиров. Первые 19 км пути были преодолены им за два часа. Самыми первыми пассажирскими вагонами стали переоборудованные вагонетки для перевозки угля.
Ещё три паровоза, аналогичные Locomotion, были построены в 1826 г.
Первоначально паровая тяга была дороже конной (так как содержание одного паровоза обходилось дороже содержания одной лошади), но затем доказала свою экономическую эффективность с возрастанием объёма перевозок и веса поездов.
На дороге изначально не применялось никаких видов сигнализации, ставших известными позднее, и не было графика движения поездов. В 1833 году дорога была продлена до Мидлсбро, что ускорило перевозку угля, так как порт в Мидлсбро располагал более глубоководной гаванью, нежели Стоктон.

## Дальнейшая судьба дороги
В 1833 году благодаря модернизации и совершенствованию организации движения и управления, дорога Стоктон-Дарлингтон обрела черты, свойственные современным железным дорогам. Были построены вторые пути, внедрена сигнализация, принятая как образцовая при строительстве новых железных дорог по всей Великобритании.
Железная дорога Стоктон-Дарлингтон доказала реальную эффективность и экономическую целесообразность железных дорог как нового прогрессивного вида общественного транспорта.
В 1863 г. Стоктон-Дарлингтонская железная дорога была объединена с Северо-Восточной железной дорогой, с включением железнодорожных сетей Лондона и Северо-Восточной железной дороги.